# Pinus hartwegii
Pinus hartwegii (сосна Хартвега) — вид роду сосна родини соснових.

## Поширення
Поширення: Гватемала; Гондурас; Мексика. Діапазон висот: (2300)2500–4000(4300) м над рівнем моря. Ця сосна не набуває карликових і спотворених форм як багато видів на великих висотах.

## Опис
Щільність деревини: 0,48 г/см3. Pinus hartwegii є вічнозеленим деревом 20–30 метрів у висоту, з широкою, округлою кроною. Кора товста, темно-сіро-коричнева, луската або потріскана. Листя голчасте, темно-зелене, по п'ять (іноді чотири) в пучку, 10–20 см завдовжки. Шишки яйцеподібні, довжиною 6-13 см, чорні або дуже темно-фіолетові, відкриваються, дозрівши навесні, сягаючи до 5-7 см шириною. Насіння крилате, довжиною 5–6 мм, з крилами 1,5–2,5 см. Запилення відбувається в кінці весни, шишки дозрівають після 20–22 місяців.

## Використання
Це дерево зазвичай рясніє шрамами для збору смоли. Такий збір смоли, як правило, здійснюється у непромислових масштабах, на окремо стоячих деревах. Смола використовується для замазок щілин та інших цілей. Деревина використовується для будівництва та пиломатеріалів. Деревина тверда, важка, смолиста. Заболонь жовтувато-біла, серцевина світло-коричнева.

## Загрози та охорона
Загрозою є атаки шкідників, таких як короїди з роду Dendroctonus. Цей поширений вид присутній в багатьох охоронних територіях, в тому числі кількох національних парках.